# Wiesław Tomaszewski (artysta)
Wiesław Tomaszewski (pseud. Wiśka, ur. 1959 w Trzciance, zm. 24 marca 2020 tamże) – polski artysta plastyk.

## Życiorys
Uczył się w Liceum Sztuk Plastycznych w Poznaniu (1974-1979), Państwowym Studium Teatralnych w Kaliszu (1979-1980), a potem studiował na Państwowej Wyższej Szkole Sztuk Plastycznych w Poznaniu u prof. Waldemara Świerzego (dyplom w 1985). Zajmował się rysunkiem, malarstwem olejnym i temperowym, litografią i plakatem. Prace publikował m.in. w czasopismach: Nurt, Projekt i Sztuka.

## Wystawy i kolekcje
Miał następujące wystawy indywidualne:
- PAX Kalisz i Ostrów Wlkp. (1980),
- Trzcianecki Dom Kultury (1981),
- Galeria 72 w Poznaniu (1985),
- Muzeum w Trzciance (1987, 1998, 2010[1]),
- Biuro Wystaw Artystycznych w Pile (1988),
- Galeria Mała ZPAP w Pile (1992)[2].

Uczestniczył w m.in. w następujących wystawach zbiorowych:
- "Polnische Konstler heute" w Landau (1983),
- XII Biennale Plakatu Polskiego w Katowicach (1987),
- IV Międzynarodowe Triennale Rysunku we Wrocławiu (1988),
- Ogólnopolska Wystawa Młodej Plastyki "Arsenał '88" w Warszawie,
- Mail Art w Jyväskylä (1988)[2].

Jego dzieła znajdują się m.in. w kolekcji następujących placówek muzealnych:
- Muzeum Sztuki w Łodzi,
- Muzeum Ziemi Kaliskiej w Kaliszu,
- Muzeum Okręgowe w Pile,
- Muzeum w Trzciance,
- Muzeum im. Alvaro Aalto w Jyväskylä[2].